# Taishi Sugie
Taishi Sugie (杉江 大志 Sugie Taishi?,  Prefectura de Shiga, Japón, 7 de mayo de 1992) es un actor japonés, afiliado a Eri Office. Es principalmente conocido por sus numerosas apariciones en obras de teatro y musicales.

## Filmografía

### Películas
| Año  | Título                                        | Rol             | Notas |
| ---- | --------------------------------------------- | --------------- | ----- |
| 2015 | Satoru Dayo                                   | Yūji Kawamura   |       |
| 2015 | Messiah: Shinku no Fumi                       | Itsuki Kagami   |       |
| 2015 | Hitsuji wo Kazoeru                            | Nomura          |       |
| 2016 | Toire no Hanako-san Shinshō: Hanako vs Yōsuke | Yūya Murakami   |       |
| 2016 | Basutei no Ugokashikata                       | Suita           |       |
| 2017 | Messiah Gaiden: Kyōkuya Polar Night           | Itsuki Kagami   |       |
| 2018 | Blood Club Dolls 1                            | Reiji           |       |
| 2018 | Messiah: Maboroshi Yoruno Koku                | Itsuki Kagami   |       |
| 2019 | Tōken Ranbu                                   | Namazuo Tōshirō |       |
| 2019 | Togenkyō Labyrinth                            | Tsuyoshi Inukai |       |
| 2022 | Haiiro no Kabe: Ōmiya Notorious               | Kataoka         |       |

### Teatro
| Año  | Título                                                      | Rol                 | Notas     |
| ---- | ----------------------------------------------------------- | ------------------- | --------- |
| 2013 | The Prince of Tennis: Seigaku vs Shitenhōji                 | Yūji Hitōji         |           |
| 2014 | The Prince of Tennis: Zenkoku Taikai - Seigaku vs Rikkaidai | Yūji Hitōji         |           |
| 2014 | Sei Meijiza no Saiten: Anmari Kaburu to Okora Rechau yo     | Mori Ranmaru        |           |
| 2015 | Zipang Pirates                                              | Kai                 |           |
| 2015 | Eden's Rock                                                 | Ringo               |           |
| 2015 | Moon & Day: Uchi no Tamashi Rimasen ka?                     | Yasushi Mikawa      |           |
| 2015 | Takiguchi Enjō                                              | Munesuke Honjō      |           |
| 2015 | Tanabata Juction                                            | Tamasaburō          |           |
| 2015 | Messiah: Hagane no Fumi                                     | Itsuki Kagami       |           |
| 2015 | Kyō Kara Maō!: Maō Sai Kōrin                                | Rick                | [ 3 ]     |
| 2015 | Rental Kanojo                                               | Tatsurō Nemoto      |           |
| 2015 | Hetalia: Singin' in the World                               | China               | [ 4 ]     |
| 2016 | Watashi no Host-chan The Final: Gekitotsu!                  | Daiko               |           |
| 2016 | Reki Tame Live!: Rekishi-suki no Entertainers Dai Shūgō!    | Kojūrō Katakura     |           |
| 2016 | Tōken Ranbu: Kyōden Moyuru Honnōji                          | Namazuo Tōshirō     |           |
| 2016 | Danganronpa                                                 | Kiyotaka Ishimaru   |           |
| 2016 | Wakasama Kuma Iru                                           | Shinshichi Himeda   |           |
| 2016 | ReLIFE                                                      | Kazuomi Ōgami       |           |
| 2016 | Fukigen na Mononokean                                       | Cameo especial      |           |
| 2016 | Hetalia: The Great World                                    | China               |           |
| 2016 | Rōken Ranbu: Kyōden Moyuru Honnōji ～ Saien                 | Namazuo Tōshirō     |           |
| 2017 | Watashi no Host-chan: Reborn                                | Daiko               |           |
| 2017 | Messiah: Akatsuki no Toki                                   | Itsuki Kagami       |           |
| 2017 | Star-Myu                                                    | Yūta Hoshitani      | Principal |
| 2017 | Black Rose Alice                                            | Kai                 |           |
| 2017 | Kengō Shōgun Yoshiteru: Hoshi o Tsugi Shishatachi e         | Motoyasu Matsudaira |           |
| 2017 | Phantasmagoria                                              |                     |           |
| 2017 | Hetalia: In The New world                                   | China               |           |
| 2017 | Reki Tame Live!: Rekishi-suki no Entertainers Dai Shūgō! 2  | Kojūrō Katakura     |           |
| 2017 | Messiah: Yūkyū no Toki                                      | Itsuki Kagami       |           |
| 2017 | King of Prism: Over the Sunshine!                           | Hiro Hayami         |           |
| 2017 | Love Rice: Endless Rice Riot                                | Cameo especial      |           |